# Somálská vlajka

Somálská vlajka
Poměr stran: 2:3

Vlajka Somálska, někdejšího poručnického státu OSN, kombinuje barvy vlajky Organizace spojených národů tak, že má uprostřed modrého pole velkou bílou pěticípou hvězdu.
Modrá barva opticky vyvážené vlajky připomíná africkou jasnou oblohu, bílá hvězda africkou svobodu; pět cípů hvězdy reprezentuje pět oblastí, ve kterých žili Somálci v době vzniku vlajky: Italské Somálsko (Somaliland), Britské Somálsko (Somaliland), Francouzské Somálsko (Džibutsko), Ogaden (Etiopie) a Severní pohraniční oblast (Keňa). Vlajka totiž vznikla ještě za doby italské správy, která byla oficiálně uznaná roku 1954. Jako státní vlajka se užívá až od roku 1960, po sjednocení italské a britské kolonie.

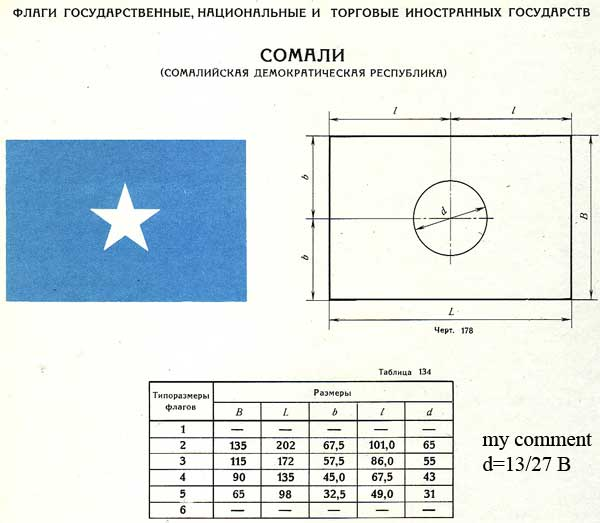
Rozměry somálské vlajky

## Historie

Vlajka Adalského sultanátu (1415–1577) Poměr stran: 1:2
Vlajka Sultanátu Ajuuraan (13.–17th století) Poměr stran: ~2:5
Vlajka Osmanské říše (1559–1867) Poměr stran: 2:3
Italská vlajka v Italském Somálsku (1861–1946) Poměr stran: 2:3
Vlajka Dervišského státu (1896–1920, 1903–1950) Poměr stran: 3:4
Vlajka Britského Somálska (1903–1950) Poměr stran: 1:2
Vlajka Britského Somálska (1950–1952) Poměr stran: 1:2
Vlajka Britského Somálska (1952–1960) Poměr stran: 1:2